# Processo amministrativo
Il processo amministrativo nell'ordinamento italiano è un tipo di procedimento giurisdizionale che può essere utilizzato da parte di una persona, fisica o giuridica, e a cui può rivolgersi al fine di ottenere la tutela di un interesse legittimo di cui è titolare, o al fine di soddisfare una pretesa risarcitoria derivante da una lesione di un suo diritto soggettivo ed ora anche di un suo interesse legittimo.
La disciplina è contenuta nel codice del processo amministrativo del 2010.

## Fondamento normativo
La possibilità per il cittadino di difendere le proprie posizioni è indicata fondamentalmente dagli articoli 24, 103 e 113. della Costituzione della Repubblica Italiana.

## Azioni proponibili
Le azioni proponibili dinanzi al giudice amministrativo sono caratterizzate da:
1) Generalità: deriva dalla disposizione dell'articolo 24 della Costituzione la quale stabilisce che tutti possono agire in giudizio;
2) Astrattezza: deriva dalla disposizione dell'articolo 24 della Costituzione, il quale stabilisce che tutti possono agire in giudizio per la tutela dei propri diritti e interessi legittimi. Dunque da questo capiamo che tutti potranno proporre azioni a tutela di situazioni giuridiche soggettive indipendentemente dalla concreta esistenza delle stesse. Non si dovrà dare prova che la situazione giuridica soggettiva sostanziale esiste in concreto per rendere la domanda ricevibile, ma soltanto affermare la sua esistenza astrattamente e chiederne la tutela;
3) Autonomia: la sentenza di rigetto del giudice non influirà sui presupposti dell'azione, ma solo sulla situazione di cui si richiede la tutela. Possono cioè esistere i presupposti per l'azione e dunque essere questa ricevibile, ma poi giungere ad una sentenza di rigetto riguardo alla situazione giuridica soggettiva di cui si richiede tutela. L'una non influisce sull'altra, perciò si può dire che l'azione è in posizione di autonomia rispetto alla situazione giuridica soggettiva sostanziale dedotta in giudizio.
È possibile proporre le seguenti azioni giurisdizionali:
- Azione costitutiva: la comune forma per ottenere l'annullamento di un provvedimento ritenuto illegittimo;
- Azione dichiarativa (o di accertamento): finalizzata ad ottenere una sentenza con la quale il giudice può dichiarare, ad esempio, la nullità di un atto o di un provvedimento amministrativo Legge 7 agosto 1990, n. 241, articolo 21septies, in materia di "Nuove norme in materia di procedimento amministrativo e di diritto di accesso ai documenti amministrativi."; oppure dichiarare l'inadempimento della Pubblica Amministrazione a seguito di un preciso dovere di provvedere a seguito di istanza di parte o dovere ex lege, ai sensi dell'art. 2 comma 5 Legge 7 agosto 1990, n. 241. Si tratta, ex Legge 6 dicembre 1971, n. 1034, articolo 21bis, in materia di "Istituzione dei Tribunali Amministrativi Regionali", di un procedimento particolare perché fissa termini diversi rispetto al ricorso ordinario (diverso dunque dai 60 giorni normalmente previsti per l’impugnazione dei provvedimenti emessi dalla P.A.[5]);
- Azione risarcitoria: finalizzata ad ottenere un risarcimento del danno per illecito civile e/o lesione di interesse legittimo. È stata ritenuta ammissibile dalla giurisprudenza con la sentenza 500/1999 della Cassazione[6];
- Azione sommaria: sono azioni a cognizione sommaria il decreto ingiuntivo (ai sensi dell'art. 633 codice di procedura civile, ex art. 8 Legge 21 luglio 2000, n. 205, articolo 8, in materia di "Disposizioni in materia di giustizia amministrativa."), la sentenza succintamente motivata (art. 26 L. TAR), le ordinanze anticipatorie di cui agli artt. 186bis e 186ter c.p.c, come richiamate dall'art. 8 legge citata;
- Azione cautelare: il ricorrente può richiedere al giudice di porre in essere tutti i provvedimenti che riterrà opportuni per la tutela della pretesa, secondo la fondatezza del fumus boni iuris e del periculum in mora, fra cui anche i provvedimenti cautelari innominati ex art. 700 c.p.c. (art. 21 c. 8 L. TAR);
- Azione esecutiva: definita nell’ambito del processo amministrativo anche giudizio di ottemperanza; attesa la provvisoria esecutività delle sentenze di primo grado, il ricorrente, previa diffida e inutilmente decorso il termine di 30 giorni, può adire il giudice che ha emesso la sentenza per ottenere tutela esecutiva e, se necessario, ottenere la nomina di un commissario ad acta.

## Organi competenti
Sono organi della Giustizia Amministrativa il T.A.R. e, quale organo di appello, il Consiglio di Stato. Per la Regione Siciliana è organo d'appello il Consiglio di Giustizia Amministrativa per la Regione Siciliana, che agisce come sezione distaccata del Consiglio di Stato.
Sono giudici amministrativi speciali la Corte dei Conti, il Tribunale Superiore per le Acque Pubbliche, le Commissioni per i ricorsi in materia di brevetti, i Commissari Regionali per la Liquidazione degli Usi Civici, i Consigli Nazionali di alcuni ordini professionali.

## Tipologia dei processi
A seconda delle materie trattate, il processo amministrativo si articola in:
- Rito ordinario;
- Riti speciali;
- Riti semplificati.

## Analogie con il rito civile
Il processo amministrativo per alcuni versi è simile al processo civile, essendo entrambi basati sul sistema dispositivo ad impulso di parte, nonché sul principio del contraddittorio, dell'oralità e della collegialità; per altro verso, il processo amministrativo differisce da quello civile per la presenza necessaria dei controinteressati e per la limitazione dei mezzi istruttori ammessi in alcune giurisdizioni.

## Istruttoria

### Generalità
L'istruttoria è quella parte del processo in cui viene ricostruito il fatto e si distingue in questo senso dalla trattazione che invece riguarda l'individuazione degli aspetti giuridici. L'istruttoria, benché molto più attenuata, è presente anche nel processo amministrativo. Di norma in tale tipologia di processo non sono gli aspetti di fatto ad essere origine della controversia ma quelli di diritto. Nell'istruttoria, l'aspetto più importante è quello della prova, visto che si deve ricostruire un fatto controverso.
Nel procedimento amministrativo, sarà il responsabile del procedimento a doverla curare: l’assenza o la scarsa efficienza della sua azione possono poi portare all’annullabilità dell’atto emesso per difetto di istruttoria (è una delle ipotesi di c.d. eccesso di potere).
Il principio anche nel processo amministrativo è quello che l'onere della prova spetta a chi compie l'affermazione, ma, poiché la posizione delle parti è diversa rispetto ad altri tipi di processo (il ricorrente è infatti un privato e l'altra parte è l'amministrazione), per ovviare alla situazione di disparità del ricorrente rispetto all'autorità pubblica è stato coniato il concetto di principio di prova dove si chiede solo un inizio di dimostrazione della fondatezza della propria pretesa.
Competente per l'istruttoria è il presidente del tribunale. La Legge 21 luglio 2000, n. 205 conferisce al presidente il potere di richiedere tramite ordinanza istruttoria atti e documenti in relazione ai quali il provvedimento è stato emanato. Inoltre, l'articolo 23 conferisce allo stesso il potere di porre in essere gli incombenti istruttori che ritenga opportuni. Essendo incaricato della decisione, ha poi poteri istruttori anche il Collegio, che può disporne dove non ritenga chiarita la situazione di fatto.

### Mezzi di prova
Tornando al discorso sulla prova nel processo amministrativo, oltre ad una normativa dedicata, vi è la possibilità di utilizzare i mezzi previsti nel processo civile (tale orientamento è confermato dalla Corte costituzionale con sentenza numero 146/1987).
I mezzi di prova sono essenzialmente:
- Atti e documenti: costituiscono la tipologia principale, visto che l'attività dell'amministrazione è riportata in documenti;
- Verificazioni: sono ammesse nella giurisdizione generale di legittimità. Sono il mezzo con il quale il giudice verifica se una situazione di fatto corrisponde a quanto rappresentato nel provvedimento impugnato: a tal fine si seguono le norme presenti nel Codice di Procedura Civile;
- Chiarimenti: sono delle relazioni con le quali l'amministrazione indica i presupposti di fatto che hanno portato all'emanazione del provvedimento;
- Consulenza tecnica: ai sensi dell'articolo 44 del Regio decreto 26 giugno 1924, n. 1054, in materia di "Approvazione del testo unico delle leggi sul Consiglio di Stato", il giudice amministrativo può sempre richiedere la consulenza tecnica d'ufficio, la quale consiste nell'utilizzo di un esperto che coadiuva il compito del giudice.
- Testimonianza: è un mezzo di prova ammesso nella giurisdizione esclusiva.

Nella giurisdizione amministrativa non sono ammessi come mezzi di prova la confessione e il giuramento, considerato che sono prove legali e pertanto legate all'indisponibilità della pretesa sostanziale.

## Udienza di discussione
Dopo la conclusione della fase istruttoria, occorre che una delle parti presenti una nuova istanza per la fissazione dell'udienza di discussione.
Tale richiesta deve essere inoltrata entro un anno dalla conclusione dell'istruttoria altrimenti opera la perenzione del ricorso.

Ricevuta la domanda viene formato il fascicolo d'ufficio e trasmesso al Presidente che deve, decorsi 20 giorni fissare il giorno dell'udienza con decreto.
Le parti possono presentare documenti fino a 40 giorni liberi prima dell'udienza e memorie fino a 30 giorni liberi prima e presentare repliche fino a 20 giorni liberi prima.

All'udienza di discussione il giudice incaricato espone i fatti e motivi risultanti dal ricorso, gli eventuali rappresentanti delle parti possono esporre un proprio assunto in maniera succinta.

## Casi di trattazione in camera di consiglio
La legge T.A.R. prevede, all'art. 27, una procedura spedita nei casi in cui si debba dare atto della rinuncia al ricorso o dichiararne l'estinzione, nei ricorsi in cui tutte le parti siano concordi sulla cessazione della materia del contendere, nei ricorsi in materia di spese per il mantenimento di alienati o inabili al lavoro, nel giudizio di ottemperanza e in tutti i casi debba essere deliberata con ordinanza motivata una misura cautelare.

In tali ipotesi è previsto un procedimento in Camera di consiglio, caratterizzato dalla decisione collegiale in assenza di pubblica discussione, regola generale per la fase decisoria ordinaria.

## Decisione del ricorso
La decisione del ricorso amministrativo è emessa tramite il provvedimento giurisdizionale della sentenza (parziale o definitiva), contemplata anche, in casi tassativamente previsti dal Codice del processo amministrativo, in forma semplificata (riti speciali).
È fatto onere alle parti di richiedere con istanza al Presidente del Tar competente, la fissazione dell'udienza di discussione. Una volta fissata tale udienza, il Presidente ne dà comunicazione alle parti con almeno 60 giorni di preavviso, al fine di permettere lo scambio di documenti (40 giorni prima dell'udienza), memorie conclusionali (30 giorni) e memorie di replica (20 giorni).

L'udienza di discussione si svolge in pubblica seduta, con la possibilità per i rappresentanti delle parti di svolgere succinte conclusioni riassuntive.
Conclusa l'udienza, se il giudice non deve emettere provvedimenti interlocutori (ad esempio l’integrazione contraddittorio), deposita la sentenza contenente, a pena di nullità, la sottoscrizione, presso la cancelleria del Tar, cui seguirà la pubblicazione della sentenza stessa.

## La riforma del processo amministrativo
In attuazione della delega conferita al Governo dalla Legge 18 giugno 2009, n. 69, articolo 44, in materia di "Disposizioni per lo sviluppo economico, la semplificazione, la competitività nonché in materia di processo civile", è stato emanato il Decreto legislativo 2 luglio 2010, n. 104, in materia di "Attuazione dell'articolo 44 della legge 18 giugno 2009, n. 69, recante delega al governo per il riordino del processo amministrativo", contenente quattro allegati. il primo è il "codice del processo amministrativo", il secondo contiene le norme di attuazione del codice, il terzo le norme transitorie, il quarto le norme di coordinamento e abrogazioni.

## Atto introduttivo del processo amministrativo
Il ricorso giurisdizionale amministrativo è l'atto introduttivo del giudizio dinanzi al giudice amministrativo.
Esso va redatto in forma scritta e deve contenere:
- indicazione del giudice adito (a pena di inammissibilità);
- la cosiddetta epigrafe (a pena di inammissibilità) che deve contenere l'indicazione delle parti e l'elezione del domicilio;
- l'indicazione del provvedimento impugnato, di cui si chiede l'annullamento con l'indicazione della data della notifica, che è importante ai fini del termine per la proposizione del ricorso;
- lo svolgimento del ricorso con l'esposizione sommaria dei fatti, i motivi sui quali il ricorso si fonda, unitamente alle ragioni di fatto e di diritto a sostegno della domanda, le indicazioni dei vizi dell'atto, le norme di legge che si assumono violate e le conclusioni.
- la sottoscrizione del ricorrente e del difensore (salvo che la parte possa stare in giudizio personalmente, come accade nel ricorso in tema di diritto di accesso).

Devono poi essere allegati, ma non a pena di inammissibilità, i documenti a sostegno della richiesta e copia del provvedimento impugnato.
La mancanza o l'incertezza degli elementi del ricorso comportano la nullità (e la conseguente pronuncia d'inammissibilità) dello stesso. La nullità è generalmente ritenuta rilevabile d'ufficio e non opponibile dalla parte che vi ha dato causa. Tuttavia la nullità può essere sanata laddove l'atto sia idoneo al raggiungimento dello scopo suo proprio.

Il ricorso deve essere notificato, pena l'inammissibilità, entro il termine perentorio di 60 giorni dalla comunicazione, pubblicazione, notificazione del provvedimento impugnato all'Amministrazione emittente e almeno uno dei controinteressati, secondo le regole delle notificazioni del c.p.c. Nei 30 giorni successivi l'adempimento degli oneri di notifica, il ricorso deve essere depositato presso la cancelleria del Tar competente. Con il deposito si determina la costituzione del ricorrente e la pendenza del giudizio amministrativo di primo grado. Da sottolineare infine, come con il deposito del ricorso, il ricorrente non abbia l'onere, spettante invece a carico dell'Amministrazione emittente il provvedimento, di depositare presso la cancelleria l'atto impugnato assieme all'intera pratica, così da permettere al ricorrente e a chiunque sia destinatario del provvedimento e possibile interventore, di conoscere eventuali ulteriori documenti o vizi dell'atto impugnato, da poter far valere tempestivamente (60 giorni) attraverso l'istituto dei motivi aggiunti.

La costituzione dei controinteressati, ed ora anche della parte resistente (Amministrazione), avviene mediante notifica, entro 60 giorni dal ricevimento della notifica del ricorso, al ricorrente e mediante il deposito nei successivi 30 giorni presso la cancelleria del Tar delle memorie con relative difese ed eventuale produzione di documenti. È prevista altresì l'ipotesi che, in alternativa alla mera costituzione in giudizio, i controinteressati propongano "ricorso incidentale", sempre entro i termini perentori sopra descritti. Attraverso il ricorso incidentale, la controparte non si limita ad opporsi al ricorso principale, ma, laddove dall'accoglimento di quest'ultimo possa derivarne per essa una lesione potenziale, impugna, a condizione dell'assenza di una lesione attuale, azionabile solo in via principale, un provvedimento amministrativo, anche diverso da quello oggetto del ricorso principale, seppur connesso a quest'ultimo, dal quale dipende la sua legittimazione a ricorrere.

In ultimo, è utile accennare all'istituto dei motivi aggiunti, mediante il quale il legislatore ha voluto perequare la disparità gerarchica nella quale si trova il privato cittadino nei confronti della Pubblica Amministrazione. Con tale istituto è previsto che, qualora sia già stato presentato il ricorso principale, e si venga a conoscenza di nuovi documenti o di nuovi vizi dell'atto impugnato, possano essere fatti vale nel medesimo giudizio, con funzione integrativa della domanda principale, notificandoli all'Amministrazione e ad almeno uno dei controinteressati nel termine perentorio di 60 giorni dalla conoscenza di questi ultimi.

## Il controinteressato
Figura processuale necessaria nel processo amministrativo è il cosiddetto controinteressato, ossia il titolare dell'interesse a sostenere la legittimità e la validità del provvedimento impugnato (dal quale evidentemente trae dei vantaggi). Egli ha quindi un interesse giuridicamente rilevante di segno opposto rispetto a quello del ricorrente, che mira alla conservazione dell'atto.
Secondo l'orientamento dell'Adunanza Plenaria del Consiglio di Stato (cfr. sentenza Ad. Plen. n. 9 del 1996), occorrono due elementi ai fini del riconoscimento della qualità di controinteressato nel processo amministrativo:
- Elemento formale, consistente nella esplicita menzione del controinteressato nel provvedimento impugnato: in mancanza, è ritenuta sufficiente una agevole individuabilità;
- Elemento sostanziale, consistente in un interesse analogo e contrario a quello che legittima il ricorrente ad agire in giudizio. Deve trattarsi di un interesse qualificato alla conservazione dell'atto e deve nascere dal medesimo provvedimento impugnato e non già da atti successivi (dai quali deriverebbe soltanto un interesse di fatto non tutelabile in sede processuale).

L'interesse alla conservazione dell'atto gravato è il fattore che determina non solo la legittimazione a resistere (del controinteressato), ma persino la sua legittimazione a ricorrere in via incidentale. Inoltre, i controinteressati possono sempre intervenire nel processo (litisconsorzio facoltativo dal lato passivo) o proporre appello.
Il controinteressato, in quanto portatore di un interesse alla conservazione dell'assetto recato dal provvedimento impugnato, è abilitato ad esperire tutti i rimedi difensivi atti a paralizzare, indebolire o vanificare l'iniziativa della parte ricorrente: la legge gli riconosce la possibilità di difendere la posizione di vantaggio acquisita, che potrebbe essere compromessa da una pronuncia demolitoria.